# Бріс Джа Джедже
Бріс Джа Джедже́ (фр. Brice Dja Djédjé, нар. 12 грудня 1990, Абуде) — івуарійський футболіст, правий захисник французького клубу «Ланс» та збірної Кот-д'Івуару.
Має старшого брата, Франка Джа Джедже, також футболіста, що грав, зокрема, за одеський «Чорноморець».

## Клубна кар'єра
Народився 12 грудня 1990 року в івуарійському Абуде. Дитиною перебрався з батьками до Франції, де з п'яти років почав займатися футболом. Вихованець футбольної школи клубу «Парі Сен-Жермен».
У дорослому футболі дебютував 2008 року виступами за другу команду «Парі Сен-Жермен», в якій провів два сезони, взявши участь у 35 матчах чемпіонату. 
Своєю грою за цю команду привернув увагу представників тренерського штабу клубу «Евіан», до складу якого приєднався 2010 року. Відіграв за команду з Гаяра наступні чотири сезони своєї ігрової кар'єри. Більшість часу, проведеного у складі «Евіана», був основним гравцем захисту команди.
До складу «Олімпіка» (Марсель) приєднався на початку 2014 року. У клубі провів два з половиною роки, швидко здобувши в конкуренції з Родом Фанні місце в основному складі марсельців, а також вперше в кар'єрі зігравши в єврокубку — у Лізі Європи 2015—2016.
Влітку 2016 року перейшов до «Вотфорда». Однак через травму Джа Джедже пропустив передсезонну підготовку та через це не потрапив до заявки на сезон Прем'єр-ліги. Відповідно, він міг грати лише в кубку Англії, і за півтора року у клубі з передмістя Лондона він вийшов на поле лише в двох кубкових матчах. У січні 2018 був відданий в оренду з правом викупу до клубу Ліги 2 «Ланс».

## Виступи за збірну
Вирішивши на рівні збірних грати за свою історичну батьківщину, Кот-д'Івуар, 2013 року дебютував в офіційних матчах у складі збірної цієї країни. Наразі провів у формі головної команди країни 2 матчі.